# Je třeba zabít Sekala
Je třeba zabít Sekala é um filme de drama tcheco de 1996 dirigido e escrito por Vladimír Michálek e Jirí Krizan. Foi selecionado como represente da República Tcheca à edição do Oscar 1997, organizada pela Academia de Artes e Ciências Cinematográficas.

## Elenco
- Bogusław Linda - Ivan Sekal
- Olaf Lubaszenko - Jura Baran
- Agnieszka Sitek - Agnieszka
- Jiří Bartoška - Priest
- Vlasta Chramostová - Mari
- L'udovít Cittel - Runt